# Lennépark
Il Lennépark (letteralmente: "parco Lenné" – dal nome dell'architetto progettista), detto anche semplicemente Stadtpark ("parco cittadino") è un parco della città tedesca di Francoforte sull'Oder.
È posto sotto tutela monumentale (Denkmalschutz).

## Storia
Il parco fu realizzato dal 1833 al 1845 su progetto di Peter Joseph Lenné, sull'area occupata fino al 1816 dalla cinta muraria cittadina.

## Caratteristiche
Il parco, di forma allungata, si estende in direzione nord-sud ed è attraversato da un piccolo corso d'acqua, che all'estremità meridionale forma una cascata.
È ornato da diverse opere d'arte, fra cui un gruppo di figure mitologiche, risalente alla fine del Settecento, e un monumento a Karl Marx eretto nel 1968.